# آدامز جورج أرشيبالد
كان السير آدامز جورج أرشيبالد, الحاصل على وسام القديس مايكل والقديس جورج (KCMG) من المجلس الخاص بملكة كندا (3 مايو 1814 -14 ديسمبر 1892) محاميًا كنديًا وسياسيًا، كما أنه مؤسس الاتحاد الكندي. وكان يقيم في نوفا سكوشا معظم حياته المهنية، ومع ذلك شغل أيضًا منصب النائب الأول لحاكم مانيتوبا منذ عام 1870 وحتى 1872.
وُلد أرشيبالد في ترورو لعائلة بارزة في سياسة نوفا سكوشا. وكان ابن صموئيل أرشيبالد، وحفيد جيمس أرشيبالد، قاضي المحكمة الابتدائية العامة، بنوفا سكوشا. كما أن له أصولاً بـصموئيل جورج ويليام أرشيبالد، الذي شغل منصب النائب العام بالمقاطعة من 1830 إلى 1841، ودرس السير أرشيبالد العلوم والطب لبضع سنوات وتمرن بعد ذلك في القانون ودُعي إلى نقابة المحامين بنوفا سكوشا في يناير 1839، كما أنه شغل عددًا من المناصب في مكاتب حكومية على مدى العقد التالي، وعُين قاضي تحقيق وصايا عام 1848.

## مسيرته السياسية
انتُخب أرشيبالد للمجلس التشريعي بنوفا سكوشا عام 1851 باعتباره أحد مؤيدي الإصلاحيين في حكومة جوريف هاو، متصدرًا الانتخابات في الجولة بين اثنين من الأعضاء لـمقاطعة كولشستر. وفي إحدى المرات في المجلس التشريعي، أخذ أرشيبالد مواقف كثيرة عارضها أعضاء آخرون من التجمع الليبرالي، فمثلاً، كان يؤيد الحكومات المحلية المنتخبة كما كان مؤيدًا كبيرًا لفرض الضرائب على نظام المدارس التي تديرها الدولة (اعتبرها العديد من الليبراليين في نوفا سكوشا كمصاريف ليس لها لزوم). كما دعم مبدأ المعاملة بالمثل مع الولايات المتحدة، وعارض أي جهود لمضاعفة الحق الانتخابي في المقاطعة.
وأعيد انتخاب أرشيبالد عام 1855، وعُين محاميًا عامًا لنوفا سكوشا في 14 أغسطس 1856، وأنهت ولايته بعد فترة قصيرة مشاجرة طائفية حدثت في المجلس التشريعي، وقد حدثت هذه المشاجرة بعد طرد رئيس الجمعية الخيرية الأيرلندية من وظيفته الحكومية وتوجيه تهمة الخيانة إليه. وقد كان غالبية السكان الكاثوليك في المقاطعة يدعمون الحكومة الليبرالية فيما مضى، ولكن في أوائل عام 1857 انشق ثمانية كاثوليك ليبراليين واثنان ليبراليان من البروتستانت من الجولات الكاثوليكية وانضموا إلى حزب المحافظين المعارض، والذي كان قادرًا في ذلك الحين على تشكيل الحكومة. واضطر أرشيبالد أن يستقيل من منصبه في 21 فبراير 1857.
وفي انتخابات مجالس المقاطعات عام 1859، رجع ليبراليو هاو إلى منصبهم في منصة الدفاع عن مصالح البروتستانت. وقد كان هذا في الأساس نداءً ساخرًا للتعصب الشعبي، ولم تُتخذ أي إجراءات هامة ضد الكاثوليك في المقاطعة في أعقاب الانتخابات. وعلى الرغم من أنه لم يكن يعمل، إلا أنه تم تعيين أرشيبالد نائبًا عامًا في حكومة هاو في 10 فبراير 1860، وعاد إلى البرلمان بعد فوزه في الانتخابات الفرعية التي جرت في 8 مارس 1860. وفي منصبه الجديد، كان أرشيبالد مؤيدًا رائدًا في مجال تطوير السكك الحديدية الإقليمية، حتى في أعقاب الركود الاقتصادي عام 1862.
وفي ديسمبر 1862، تم تعيين رئيس الوزراء هاو مفوضًا إمبراطوريًا لمصائد الأسماك من قبل الحكومة البريطانية. وخلفه أرشيبالد كزعيم ليبرالي، بالرغم من استمرار هاو في العمل كرئيس وزراء حتى أقيمت الانتخابات التالية.
وفي عام 1863، مررت وزارة هاو المنتهية الولاية مشروع قانون يعيد وضع مؤهلات الملكية للناخبين. وبرغم ذلك، لم يصبح مشروع القانون قانونًا قبل انتخابات مجالس المقاطعات في مايو 1863، وبسبب عدم شعبية مشروع القانون انهزم ليبراليو حكومة أرشيبالد هزيمة ساحقة. ولم يفز الحزب سوى بـ 14 مقعدًا من أصل 55، وبرغم ذلك أعيد انتخاب أرشيبالد شخصيًا في جنوب كولشستر.
وعلى الرغم من كونه زعيم المعارضة من 1863 إلى 1867، كثيرًا ما وقف أرشيبالد مع وزارة المحافظين ضد حزبه المنتمي له في المبادرات التشريعية الهامة. وأيد خطة الضريبة على التعليم التي طرحتها حكومة تشارلز تابر، بالرغم من معارضة معظم أعضاء حزبه لها. وأصبح أرشيبالد في وقت لاحق ممثل الحزب الليبرالي بنوفا سكوشا في المؤتمر الأول حول الاتحاد الكندي، والذي عُقد في شارلوت تاون، جزيرة الأمير إدوارد عام 1864، وعقب المؤتمر، كان هو العضو الوحيد  من التجمع الليبرالي المؤيد لدخول نوفا سكوشا في الاتحاد.